# Vistabella del Maestrazgo
Vistabella del Maestrazgo è un comune spagnolo di 412 abitanti situato nella comunità autonoma Valenciana.